# Osamu Taninaka
Osamu Taninaka (谷中 治, Taninaka Osamu, né le 24 septembre 1964 à Tokyo au Japon) est un footballeur japonais.